# نتبال
نتبال نوعی ورزش گروهی توپی است که در دهه ۱۸۹۰ در انگلستان بر پایه انواع اولیه بسکتبال شکل گرفت. این ورزش بین دو تیم هفت‌نفره بازی شده و بیشتر در کشورهای مشترک‌المنافع و عمدتاً توسط دختران بازی می‌شود.
بیش از ۶۰ کشور دنیا در فدراسیون بین‌المللی نتبال که در سال ۱۹۶۰ تأسیس شده عضویت دارند. نتبال در یک زمین مستطیلی برگزار می‌شود که در دو طرف آن سبد توری قرار داده شده‌است. مقررات بازی شبیه بسکتبال است با این تفاوت که زمین‌خوردن توپ و قدم برداشتن بازیکن مالک توپ خطا می‌باشد و بازیکن صاحب توپ سه ثانیه فرصت دارد تا یا پاس بدهد یا اقدام به شوت کند.
مسابقات قهرمانی نتبال جهان مهم‌ترین رقابت بین‌المللی این رشته‌است که از سال ۱۹۶۳ هر چهار سال یک بار برگزار می‌شود. استرالیا با ده قهرمانی و نیوزیلند با چهار قهرمانی موفقترین تیمهای این مسابقات بوده‌اند و ترینیداد و توباگو تنها کشور دیگری است که یک قهرمانی را در سال ۱۹۷۹ به‌طور مشترک با استرالیا و نیوزیلند از آن خود کرده‌است.

## قوانین
- هر بازیکن تنها می‌تواند توپ را برای مدت سه ثانیه نزد خود نگه دارد. (held ball)
- بازیکن مالک توپ نمی‌تواند قدم بردارد. (stepping)
- در هنگام دفاع بازیکن باید سه گام از بازیکن مالک توپ فاصله بگیرد. (obstruction)
- یک بازیکن نمی‌تواند پس از دوباره توپ را خوش دریافت کند(replay)
- یک بازیکن نمی‌تواند با بازیکن دیگری برخورد داشته باشد. (contact)
- یک بازیکن بر اساس پست خود نمی‌تواند به یک منطقه از زمین وارد شود. (offside)

## پست‌ها
در این ورزش هفت پست ثابت وجود دارد:
- C:مرکز(center)
- WA:بال حمله(wing attack)
- WD:بال دفاع(wing defence)
- GD:دفاع هدف (goal defence)
- GK:هدف بان (goal keeper)
- GS:پرتابگر هدف (goal shooter)
- GA:حمله هدف (goal attack)